# Dél-Szudán zászlaja
Dél-Szudán zászlaját a második szudáni polgárháborút lezáró naivashai béke aláírása után fogadták el. A zászlót korábban a Szudáni Népi Felszabadítási Hadsereg használta.

## Leírás
A zászló nagyon hasonlít Kenya zászlajára, a bal oldalán található kék háromszöget és a benne található csillagot kivéve. A zászló színei a következőket jelentik: a fekete a dél-szudáni embereket, a fehér a békét, a vörös a szabadságért kiontott vért, a zöld a földet és a mezőgazdaságot, a kék a Fehér-Nílus vizét, az arany csillag (betlehemi csillag) pedig az ország tagállamainak egységét jelképezi.

## Galéria

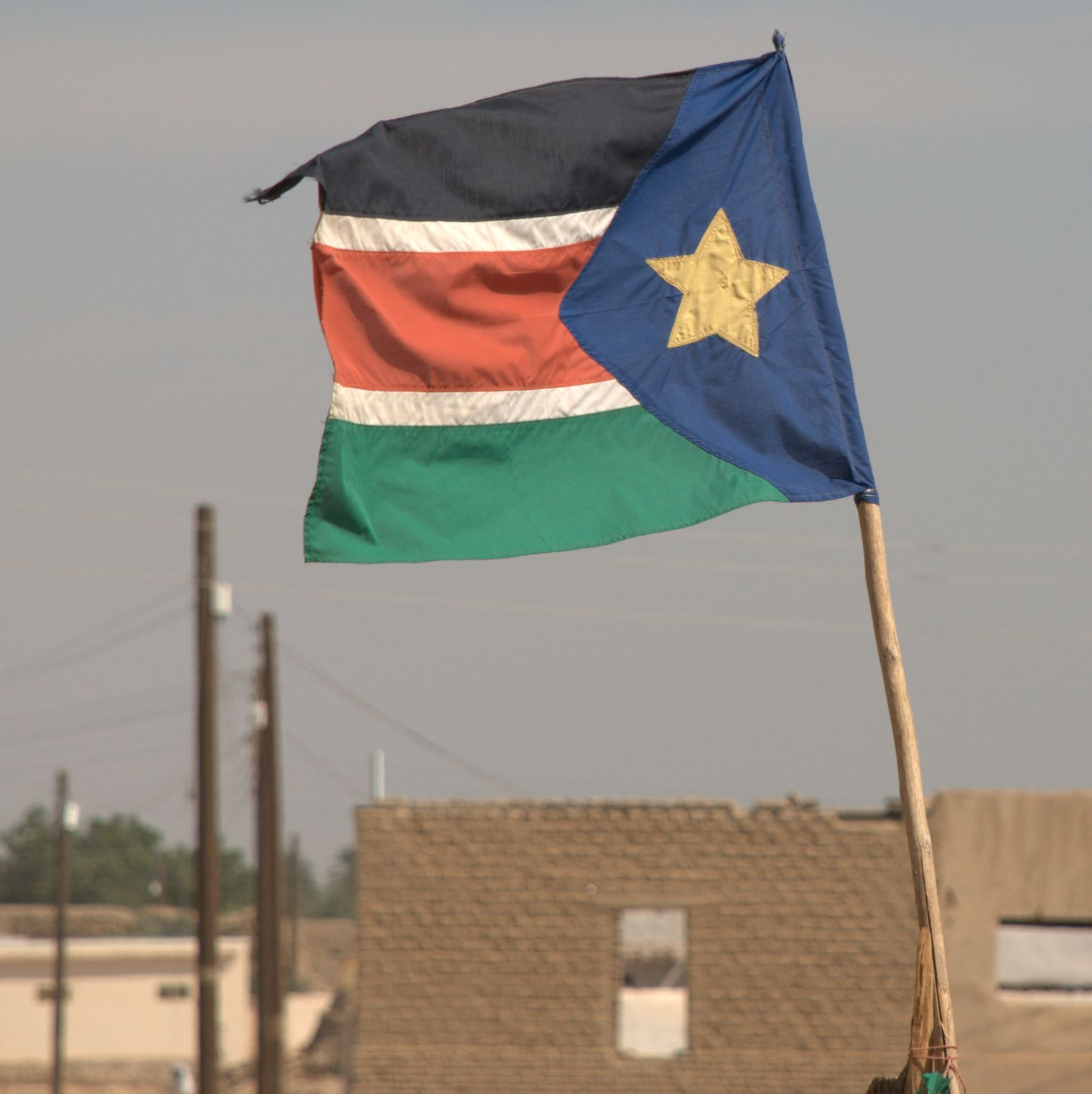
Dél-szudáni zászló Karima környékén
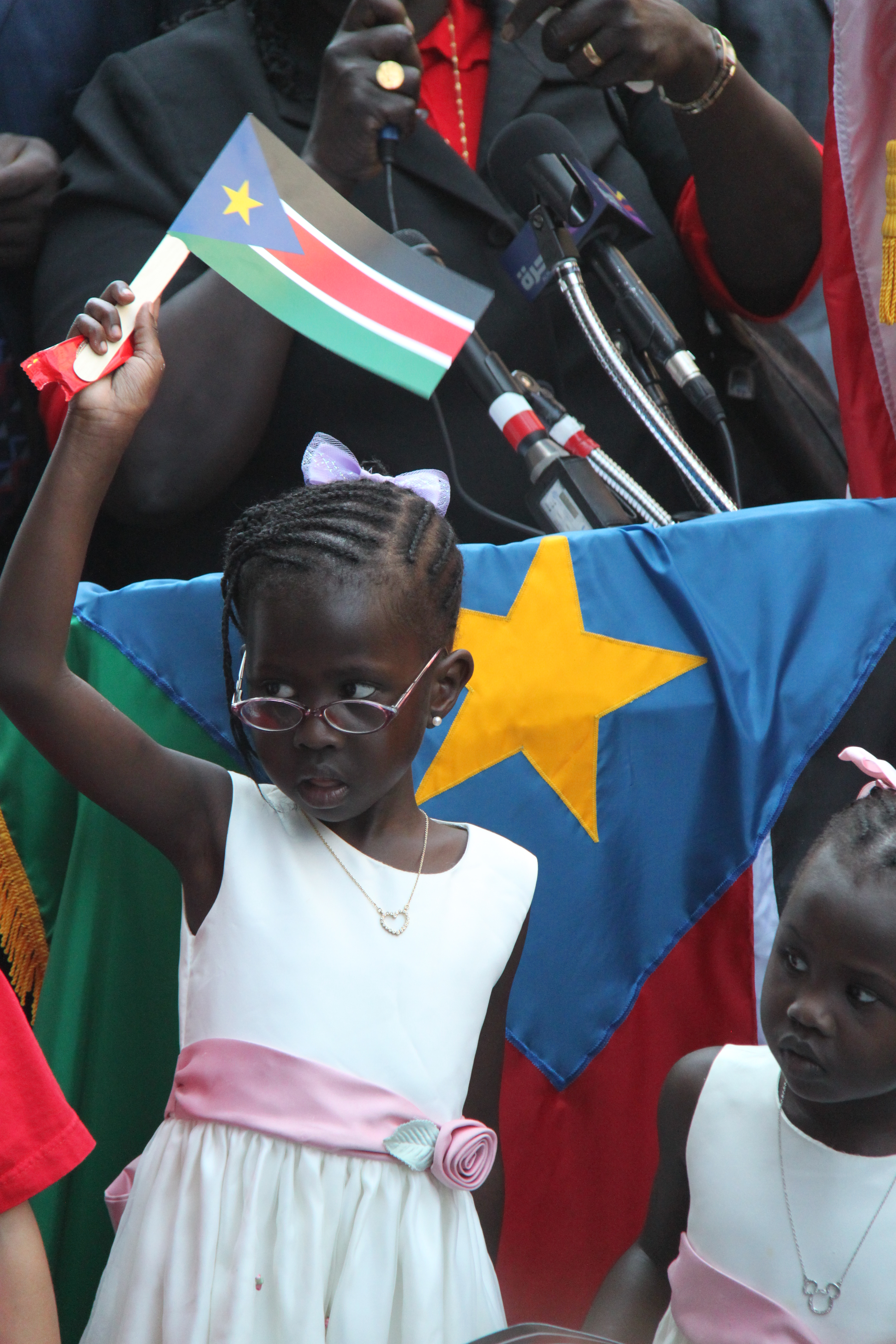
Dél-szudáni lány zászlóval a kezében a függetlenségi ünnepségen
A dél-szudáni függetlenség napján használt zászlók egyike
Dél-Szudán elnökének zászlaja